# Wolffia arrhiza

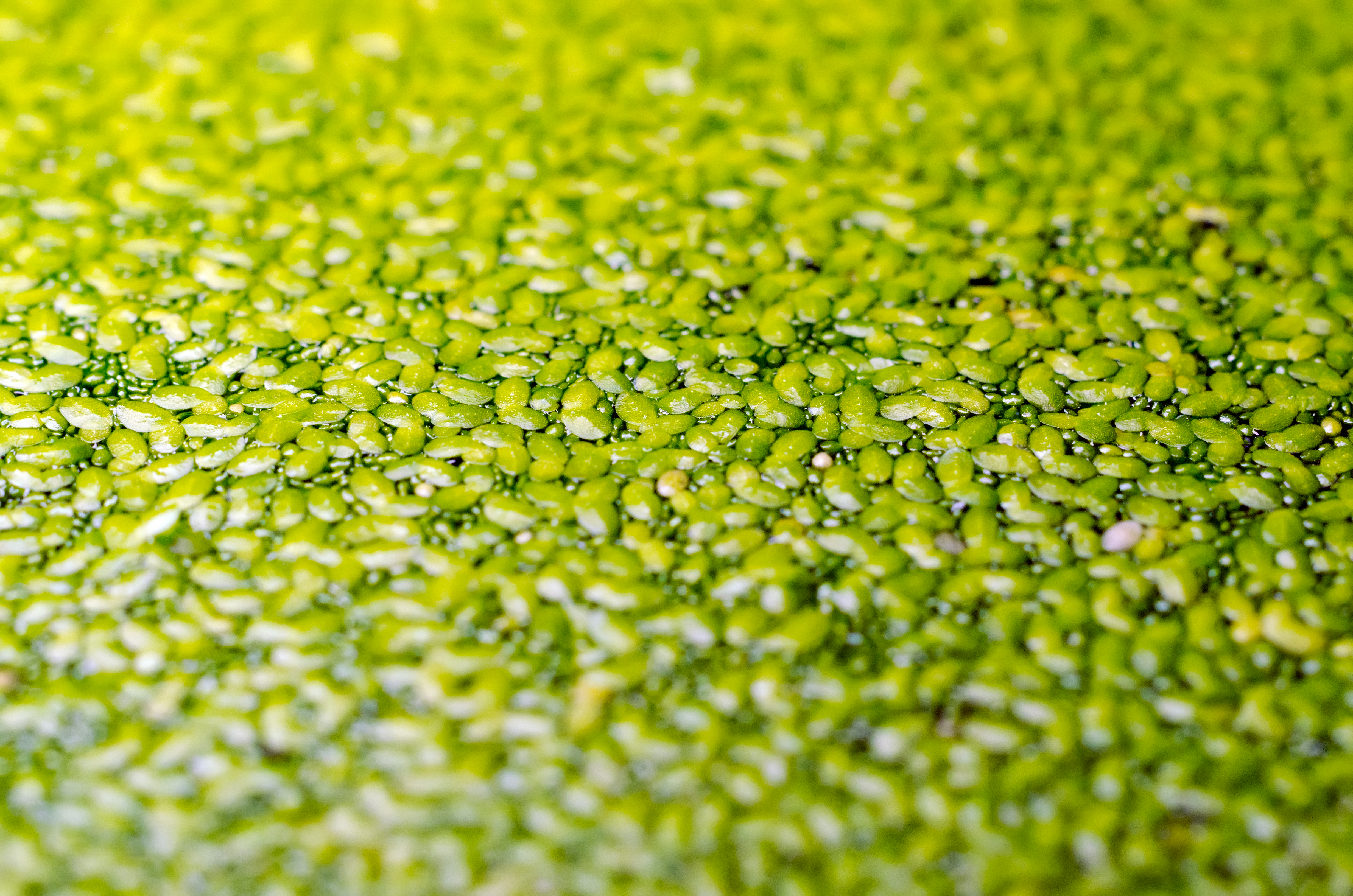
W. arrhiza trên mặt nước.

Wolffia arrhiza là một loài thuộc họ Ráy (Araceae), một họ gồm nhiều thực vật ưa nước, như Arum và Pistia. Đây là loài thực vật có mạch nhỏ bé nhất. Đây là loài bản xứ châu Âu, châu Phi cùng một phần châu Á, song đã lan rộng ra khắp thế giới. W. arrhiza sinh trưởng trong vùng nước tĩnh như ao, hồ. Phần màu xanh nổi trên mặt nước có dạng cầu, rộng 1 mm, nhưng có mặt trên phẳng. Trên đó có vài hàng khí khổng chạy song song. Loài này không có rễ. Hoa có độc một nhị và một nhuỵ. Tuy nhiên, phương pháp sinh sản thường thấy là cá thể mới tách ra từ cá thể mẹ. Khi trời trở lạnh, chúng "ngủ" và chìm xuống đáy nước trong suốt mùa đông dưới dạng chồi măng (turion). Nó có thể tự tạo năng lượng nhờ quang hợp hay tiếp nhận cácbon hoà tan từ môi trường.